# Ciento cinco
El ciento cinco (105) es el número natural que sigue al 104 y precede al 106.

## En matemáticas
- El 105 es un número compuesto, que tiene los siguientes factores propios: 1, 3, 5, 7, 15, 21 y 35.
- Como la suma de sus factores es 87 < 105, se trata de un número defectivo.
- Número triangular.
- Número esfénico.
- Es la suma de los primeros cinco números piramidales cuadrados.

## En ciencia
- El 105 es el número atómico del dubnio.

## En otros campos
105 es también:  
- Un canal de radio muy popoular en Suiza -